# Urophora dzieduszyckii
Urophora dzieduszyckii
 es una especie de insecto díptero. Georg von Frauenfeld lo describió científicamente por primera vez en el año 1867.
Esta especie pertenece al género Urophora de la familia Tephritidae.